# 木製子彈
木制子弹，或稱木彈，是一種木制拋射物，其设计適合以枪械发射。在人群管制中，它是一種非致命武器，遠距離發射可達致“疼痛顺从”的目的。命中目标後，可能會造成很大的伤痕或瘀伤。
英國部隊曾先後在香港（1958年）及北爱尔兰使用木制子彈，而美国警察於2014年因迈克尔·布朗命案爆發的示威期間也用它作人群管制。